# غيرتون (كامبريدجشير)
غيرتون (بالإنجليزية: Girton, Cambridgeshire)‏ هي قرية و أبرشية مدنية تقع في المملكة المتحدة في كامبريدجشير. يقدر عدد سكانها بـ 3,752 نسمة .

## أعلام
- فيك واتسون